# 東西学生対抗試合
東西学生対抗試合（とうざいがくせいたいこうじあい）は、日本ラグビーフットボール協会の主催による大学生の選抜選手によるラグビー大会。1946年度（1947年3月）から2008年度（2009年1月）まで、毎年1試合開催された。2004年度から「全国大学オールスターゲーム」という副題がついた。

## 概要
その年の全国大学選手権に出場した大学を中心に、選抜された選手が東西2チームに分かれて戦った。
前身として、太平洋戦争中の1943年（昭和18年）2月11日に、学徒出陣にともなう記念試合として関東学生代表と関西学生代表とが対戦する「学徒選抜 東西対抗」がある。試合は38−21で関東学生代表の勝利。
第1回（1946年度）から第22回（1967年度）までは関東大学対抗戦に所属する選手から選抜された「関東学生代表」と関西大学対抗戦に所属する選手から選抜された「関西学生代表」が戦った。
第1回大会の開催を機に、関東ラグビーフットボール協会のマーク（炎をモチーフにしている）が制定された。
第23回（1968年度）からは、主に関東大学対抗戦Aと関東大学リーグ戦1部に所属する選手から選抜された「東軍学生代表」、主に関西大学Aリーグと九州学生リーグI部に所属する選手から選抜された「西軍学生代表」というチーム名で戦った。「東高西低」の傾向が強く、2000年代に入ると100点差近い大差で東軍が勝つ対戦が目立つようになった。
1980年代、空前のラグビーブームにおいて、1964年度から始まった全国大学ラグビーフットボール選手権大会（大学選手権）を中心に、大学単独チームどうしのトーナメント大会に人気が集まった。一方、選抜選手を集めた1試合だけの「東西学生対抗」の人気は衰えていった。日本ラグビーフットボール協会は「試合内容の形骸化」という言葉で、協会が発行する機関誌『RUGBU FOOTBALL』2005年2月号で断じている。
2004年度（2005年1月開催）の第59回から、「東西学生対抗 全国大学オールスターゲーム」と称し、報道関係者による候補者推薦やファン投票などをにより出場選手を選抜するなどのテコ入れを行い、単に「全国大学オールスターゲーム」とも呼ばれた。しかし、依然として数十点の大差で東軍（関東の学生選抜チーム）が勝利する試合内容が続いた。
第63回（2008年度）、2009年1月に102-14という大差がつく試合をもって、大会は終了した。通算成績は関東が53勝、関西が10勝。

### 記念試合
2024年6月30日、関東ラグビーフットボール協会100周年記念試合として、15年半ぶりに「東西学生対抗戦」を秩父宮ラグビー場で開催。東軍学生代表と西軍学生代表が戦い、63-24で東軍が勝利した。

## 東西大学対抗ラグビー
詳細は「東西大学対抗ラグビー」を参照。
東西大学対抗ラグビーは、東西各1位校のみの選抜試合とは異なり、東西の複数の大学チームによる大会。1925年度から1963年度まで行われた。1964年度から始まった全国大学ラグビーフットボール選手権大会（大学選手権）の前身となった。

## 歴代記録
出典
| 回数 | 試合日        | 勝           | スコア  | 負           | グラウンド       | 備考          |
| ---- | ------------- | ------------ | ------- | ------------ | ---------------- | ------------- |
| 1    | 1947年3月30日 | 関東学生代表 | 48－3   | 関西学生代表 | 神宮競技場       |               |
| 2    | 1948年2月11日 | 関西学生代表 | 18－14  | 関東学生代表 | 花園ラグビー場   |               |
| 3    | 1949年2月13日 | 関東学生代表 | 26－16  | 関西学生代表 | 東京ラグビー場   |               |
| 4    | 1950年1月22日 | 関東学生代表 | 25－12  | 関西学生代表 | 西宮球技場       |               |
| 5    | 1951年1月21日 | 関東学生代表 | 57－9   | 関西学生代表 | 東京ラグビー場   |               |
| 6    | 1952年1月20日 | 関東学生代表 | 43－9   | 関西学生代表 | 花園ラグビー場   |               |
| 7    | 1953年1月15日 | 関東学生代表 | 47－10  | 関西学生代表 | 東京ラグビー場   |               |
| 8    | 1954年1月17日 | 関東学生代表 | 27－13  | 関西学生代表 | 花園ラグビー場   |               |
| 9    | 1955年1月23日 | 関東学生代表 | 58－13  | 関西学生代表 | 秩父宮ラグビー場 |               |
| 10   | 1956年1月22日 | 関東学生代表 | 37－11  | 関西学生代表 | 花園ラグビー場   |               |
| 11   | 1957年1月20日 | 関東学生代表 | 41－15  | 関西学生代表 | 秩父宮ラグビー場 |               |
| 12   | 1958年1月19日 | 関東学生代表 | 27－8   | 関西学生代表 | 花園ラグビー場   |               |
| 13   | 1959年1月25日 | 関東学生代表 | 33－19  | 関西学生代表 | 瑞穂ラグビー場   |               |
| 14   | 1960年1月17日 | 関東学生代表 | 59－14  | 関西学生代表 | 瑞穂ラグビー場   |               |
| 15   | 1961年1月22日 | 関東学生代表 | 11－3   | 関西学生代表 | 瑞穂ラグビー場   |               |
| 16   | 1962年1月21日 | 関東学生代表 | 24－8   | 関西学生代表 | 瑞穂ラグビー場   |               |
| 17   | 1963年1月20日 | 関東学生代表 | 43－3   | 関西学生代表 | 瑞穂ラグビー場   |               |
| 18   | 1964年1月19日 | 関東学生代表 | 16－9   | 関西学生代表 | 瑞穂ラグビー場   |               |
| 19   | 1965年1月24日 | 関西学生代表 | 16－12  | 関東学生代表 | 瑞穂ラグビー場   |               |
| 20   | 1966年1月23日 | 関東学生代表 | 55－11  | 関西学生代表 | 瑞穂ラグビー場   |               |
| 21   | 1967年1月22日 | 関西学生代表 | 16－13  | 関東学生代表 | 瑞穂ラグビー場   |               |
| 22   | 1968年1月21日 | 関東学生代表 | 31－16  | 関西学生代表 | 瑞穂ラグビー場   |               |
| 23   | 1969年1月19日 | 東軍学生代表 | 24－23  | 西軍学生代表 | 瑞穂ラグビー場   |               |
| 24   | 1970年1月18日 | 東軍学生代表 | 35－33  | 西軍学生代表 | 瑞穂ラグビー場   |               |
| 25   | 1971年1月24日 | 東軍学生代表 | 50－14  | 西軍学生代表 | 瑞穂ラグビー場   |               |
| 26   | 1972年1月23日 | 東軍学生代表 | 35－27  | 西軍学生代表 | 瑞穂ラグビー場   |               |
| 27   | 1973年1月21日 | 東軍学生代表 | 60－11  | 西軍学生代表 | 瑞穂ラグビー場   |               |
| 28   | 1974年1月20日 | 西軍学生代表 | 27－25  | 東軍学生代表 | 瑞穂ラグビー場   |               |
| 29   | 1975年1月19日 | 東軍学生代表 | 51－9   | 西軍学生代表 | 瑞穂ラグビー場   |               |
| 30   | 1976年1月18日 | 東軍学生代表 | 49－21  | 西軍学生代表 | 瑞穂ラグビー場   |               |
| 31   | 1977年1月23日 | 東軍学生代表 | 42－16  | 西軍学生代表 | 瑞穂ラグビー場   |               |
| 32   | 1978年1月22日 | 西軍学生代表 | 34－30  | 東軍学生代表 | 瑞穂ラグビー場   |               |
| 33   | 1979年1月21日 | 東軍学生代表 | 41－13  | 西軍学生代表 | 瑞穂ラグビー場   |               |
| 34   | 1980年1月20日 | 東軍学生代表 | 39－35  | 西軍学生代表 | 瑞穂ラグビー場   |               |
| 35   | 1981年1月25日 | 東軍学生代表 | 25－16  | 西軍学生代表 | 瑞穂ラグビー場   |               |
| 36   | 1982年1月24日 | 東軍学生代表 | 30－17  | 西軍学生代表 | 瑞穂ラグビー場   |               |
| 37   | 1983年1月23日 | 西軍学生代表 | 12－9   | 東軍学生代表 | 瑞穂ラグビー場   |               |
| 38   | 1984年1月22日 | 東軍学生代表 | 51－19  | 西軍学生代表 | 瑞穂ラグビー場   |               |
| 39   | 1985年1月20日 | 西軍学生代表 | 28－20  | 東軍学生代表 | 瑞穂ラグビー場   |               |
| 40   | 1986年1月19日 | 西軍学生代表 | 37－26  | 東軍学生代表 | 瑞穂ラグビー場   |               |
| 41   | 1987年1月18日 | 東軍学生代表 | 15－10  | 西軍学生代表 | 瑞穂ラグビー場   |               |
| 42   | 1988年1月24日 | 東軍学生代表 | 24－12  | 西軍学生代表 | 瑞穂ラグビー場   |               |
| 43   | 1989年1月22日 | 東軍学生代表 | 39－0   | 西軍学生代表 | 瑞穂ラグビー場   | [ 16 ]        |
| 44   | 1990年1月21日 | 西軍学生代表 | 31－30  | 東軍学生代表 | 瑞穂ラグビー場   | [ 17 ]        |
| 45   | 1991年1月27日 | 東軍学生代表 | 38－34  | 西軍学生代表 | 瑞穂ラグビー場   | [ 18 ]        |
| 46   | 1992年1月26日 | 東軍学生代表 | 58－9   | 西軍学生代表 | 瑞穂ラグビー場   | [ 19 ]        |
| 47   | 1993年1月24日 | 東軍学生代表 | 63－13  | 西軍学生代表 | 瑞穂ラグビー場   | [ 20 ]        |
| 48   | 1994年2月20日 | 東軍学生代表 | 56－38  | 西軍学生代表 | 瑞穂ラグビー場   | [ 21 ]        |
| 49   | 1995年2月19日 | 東軍学生代表 | 62－26  | 西軍学生代表 | 瑞穂ラグビー場   | [ 22 ]        |
| 50   | 1996年2月25日 | 東軍学生代表 | 58－14  | 西軍学生代表 | 瑞穂ラグビー場   | [ 23 ]        |
| 51   | 1997年2月23日 | 東軍学生代表 | 55－50  | 西軍学生代表 | 秩父宮ラグビー場 | [ 24 ]        |
| 52   | 1998年3月1日  | 東軍学生代表 | 42－36  | 西軍学生代表 | 花園ラグビー場   | [ 25 ]        |
| 53   | 1999年3月28日 | 東軍学生代表 | 72－17  | 西軍学生代表 | 秩父宮ラグビー場 | [ 26 ]        |
| 54   | 2000年1月23日 | 東軍学生代表 | 31－22  | 西軍学生代表 | 花園ラグビー場   | [ 27 ]        |
| 55   | 2001年1月21日 | 西軍学生代表 | 81－47  | 東軍学生代表 | 秩父宮ラグビー場 | [ 28 ]        |
| 56   | 2002年1月27日 | 東軍学生代表 | 85－31  | 西軍学生代表 | 秩父宮ラグビー場 | [ 29 ]        |
| 57   | 2003年1月19日 | 東軍学生代表 | 120－28 | 西軍学生代表 | 花園ラグビー場   | [ 30 ]        |
| 58   | 2004年1月25日 | 東軍学生代表 | 108－29 | 西軍学生代表 | 秩父宮ラグビー場 | [ 31 ] [ 32 ] |
| 59   | 2005年1月16日 | 東軍学生代表 | 45－17  | 西軍学生代表 | 秩父宮ラグビー場 | [ 1 ]         |
| 60   | 2006年1月15日 | 東軍学生代表 | 67－38  | 西軍学生代表 | 花園ラグビー場   | [ 2 ]         |
| 61   | 2007年1月21日 | 東軍学生代表 | 72－5   | 西軍学生代表 | 秩父宮ラグビー場 | [ 33 ]        |
| 62   | 2008年1月20日 | 東軍学生代表 | 89－24  | 西軍学生代表 | 花園ラグビー場   | [ 3 ]         |
| 63   | 2009年1月18日 | 東軍学生代表 | 102－14 | 西軍学生代表 | 瑞穂ラグビー場   | [ 34 ] [ 10 ] |

### 参照
1. 1 2 3 4 5 6  “機関誌「RUGBY FOOTBALL」第54巻4号（2005年2月号）52頁”.   JRFU. 2024年4月2日閲覧。
2. 1 2  “東西学生対抗試合「全国大学オールスターゲーム」開催のご案内”.   JRFU. 2024年4月2日閲覧。
3. 1 2 3  “ATQチャレンジシリーズ-第62回 東西学生対抗試合「全国大学オールスターゲーム」実施概要”.   JRFU. 2024年4月2日閲覧。
4. 1 2  “「全国大学オールスターゲーム」最優秀選手賞・敢闘選手賞”.   JRFU. 2024年4月2日閲覧。
5. 1 2  “「全国大学オールスターゲーム」12月18日より投票受け付け開始!”.   JRFU. 2024年4月2日閲覧。
6. 1 2 3 4 5  “日本ラグビーフットボール史 学生東西対抗史”.   JRFU. 2024年4月2日閲覧。
7. ↑  “機関誌「RUGBY FOOTBALL」第1巻2号（1951年11月号）5頁”.   JRFU. 2024年4月2日閲覧。
8. ↑  “ラグビーの独自性 - ラグビー愛好日記 | J SPORTSコラム＆ニュース”. news.jsports.co.jp. 2024年4月2日閲覧。
9. ↑  “ラグビー饅頭 - ラグビー愛好日記 | J SPORTSコラム＆ニュース”. news.jsports.co.jp. 2024年4月2日閲覧。
10. 1 2  “第63回東西学生対抗試合　全国大学オールスターゲーム 東西学生対抗”.   JRFU. 2024年4月2日閲覧。
11. ↑  “関東ラグビーフットボール協会100周年記念試合開催について：関東ラグビーフットボール協会”. 関東ラグビーフットボール協会. 2024年7月2日閲覧。
12. ↑  “東軍学生代表”.   関東ラグビーフットボール協会. 2024年7月2日閲覧。
13. ↑  “西軍学生代表”.   関東ラグビーフットボール協会. 2024年7月2日閲覧。
14. ↑  “関東ラグビーフットボール協会 100周年記念試合 試合記録”.   関東ラグビーフットボール協会. 2024年7月2日閲覧。
15. ↑  “【ラグビー】東西学生対抗戦、15年ぶり開催 関東協会100年記念試合、東軍・相馬監督「ラグビーの醍醐味詰まった1日」：中日スポーツ・東京中日スポーツ”. 中日スポーツ・東京中日スポーツ. 2024年7月2日閲覧。
16. ↑  “機関誌「RUGBY FOOTBALL」第38巻5号（1989年2月号）26頁”.   JRFU. 2024年4月2日閲覧。
17. ↑  “機関誌「RUGBY FOOTBALL」第39巻5号（1990年2月号）27頁”.   JRFU. 2024年4月2日閲覧。
18. ↑  “機関誌「RUGBY FOOTBALL」第40巻5号（1991年2月号）38頁”.   JRFU. 2024年4月2日閲覧。
19. ↑  “機関誌「RUGBY FOOTBALL」第41巻5号（1992年2月号）36頁”.   JRFU. 2024年4月2日閲覧。
20. ↑  “機関誌「RUGBY FOOTBALL」第42巻5号（1993年2月号）39頁”.   JRFU. 2024年4月2日閲覧。
21. ↑  “機関誌「RUGBY FOOTBALL」第43巻6号（1994年5月号）61頁”.   JRFU. 2024年4月2日閲覧。
22. ↑  “機関誌「RUGBY FOOTBALL」第44巻6号（1995年5月号）78頁”.   JRFU. 2024年4月2日閲覧。
23. ↑  “機関誌「RUGBY FOOTBALL」第45巻6号（1996年5月号）86頁”.   JRFU. 2024年4月2日閲覧。
24. ↑  “機関誌「RUGBY FOOTBALL」第46巻6号（1997年5月号）82頁”.   JRFU. 2024年4月2日閲覧。
25. ↑  “機関誌「RUGBY FOOTBALL」第47巻6号（1998年5月号）81頁”.   JRFU. 2024年4月2日閲覧。
26. ↑  “年代史 平成10年(1998)度”.   JRFU. 2024年4月2日閲覧。
27. ↑  “年代史 平成11年(1999)度”.   JRFU. 2024年4月2日閲覧。
28. ↑  “機関誌「RUGBY FOOTBALL」第50巻5号（2001年3月号）78頁”.   JRFU. 2024年4月2日閲覧。
29. ↑  “機関誌「RUGBY FOOTBALL」第51巻5号（2002年2月号）95頁”.   JRFU. 2024年4月2日閲覧。
30. ↑  “機関誌「RUGBY FOOTBALL」第52巻5号（2003年3月号）78頁”.   JRFU. 2024年4月2日閲覧。
31. ↑  “機関誌「RUGBY FOOTBALL」第53巻4号（2004年1月号）49頁”.   JRFU. 2024年4月2日閲覧。
32. ↑  “年代史 平成15年(2003)度”.   JRFU. 2024年4月2日閲覧。
33. ↑  “第61回東西学生対抗試合 全国大学オールスターゲーム 東西学生対抗試合”.   JRFU. 2024年4月2日閲覧。
34. ↑  “第63回 東西学生対抗試合「全国大学オールスターゲーム」開催概要”.   JRFU. 2024年4月2日閲覧。